# Çıkrık, Afyonkarahisar
Çıkrık là một thị trấn thuộc thành phố Afyonkarahisar, tỉnh Afyonkarahisar, Thổ Nhĩ Kỳ. Dân số thời điểm năm 2011 là 2.364 người.